# Оота Гюити

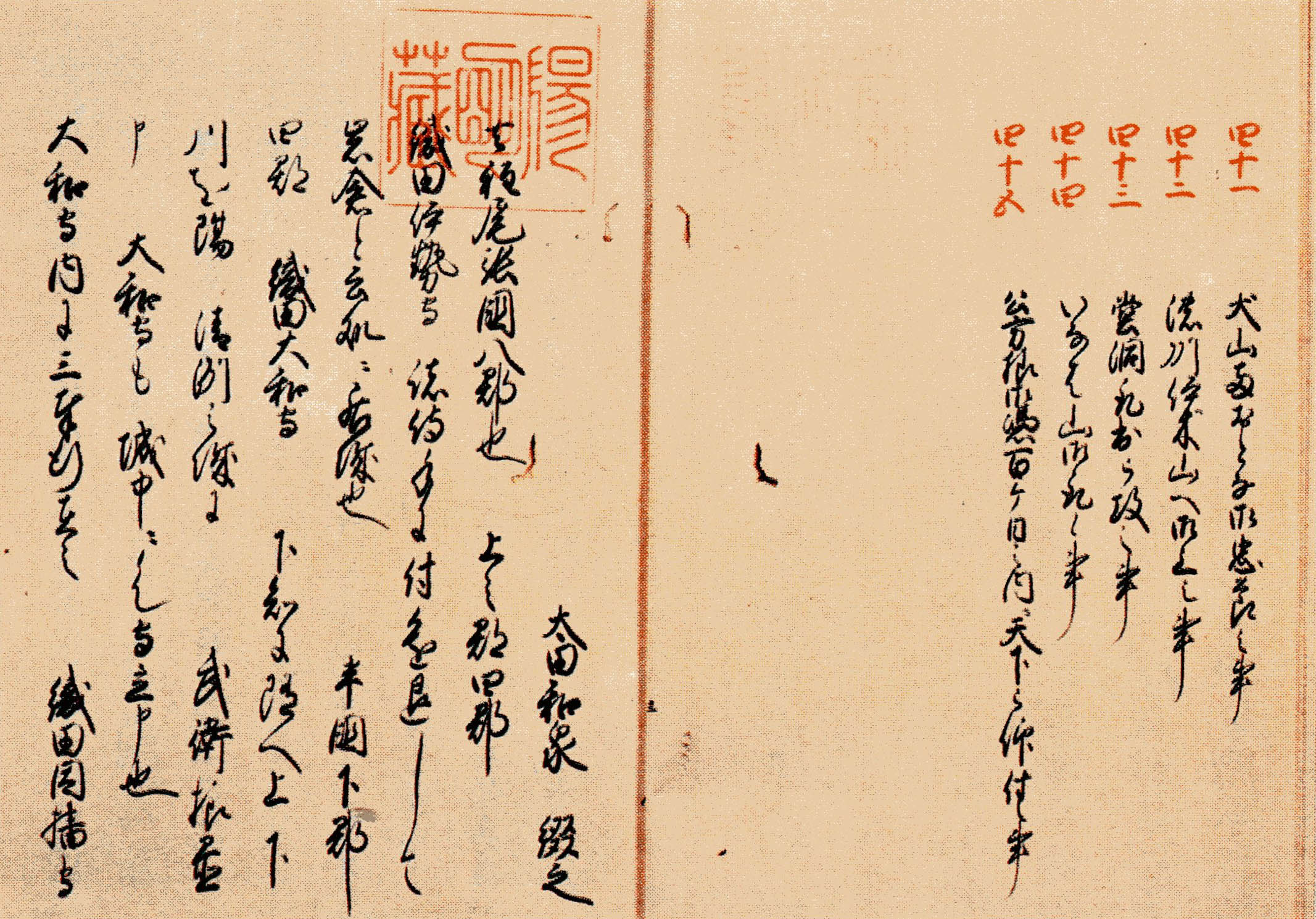
Текст хроники Гюити

Ота Гюити (яп. 太田 牛一 О:та Гю:ити); 1527—1613) — японский военный и политический деятель, историк, литератор. Родился в Овари. Служил охранником-лучником Ода Нобунага. За боевые заслуги стал гвардейцем. После 1568 года повышен до звания управляющего. Составил ценный источник по истории и культуре Японии «Записи о князе Нобунага». После гибели хозяина в 1582 году служил его преемнику Тоётоми Хидэёси. Упорядочил ряд хроник, посвященных возвеличиванию Хидэёси. Прозвище — Мори Гюити. Титулярное имя — Идзуми-но-ками.

## Сочинения
- 『Записи о князе Нобунага』（「信長記」、「安土記」、「安土日記」）
- 『大かうさまくんきのうち』（「太田牛一雑記」）
- 『関ヶ原合戦双紙』[1]（「太田和泉守記」、「内府公軍記」）
- 『高麗陣日記』[2]
- 『関東軍記』[3]
- 『別本御代々軍記』[4]（「太田牛一旧記」）
- 『太閤御代度々御進発之記』
- 『豊国大明神臨時御祭礼記録』
- 『今度之公家草紙』（「猪熊物語」）慶長15年
- 『新門跡大坂退散之次第』[5]